# Extra Nena
Extra Nena (Serbiska: Екстра Нена, Ekstra Nena), född Snežana Berić 1960 i Belgrad, är en serbisk sångerska. Hon fick sin musikaliska utbildning vid Josip Slavenskis musikskola i Belgrad. Artistnamnet "Extra Nena" tog hon från ett band som hon sjungit med. Hon representerade det som var kvar av Jugoslavien i Eurovision Song Contest 1992, som hölls i Malmö. Hon slutade på en 13:e plats (av totalt 23) med 44 poäng. Bidraget hon framförde var låten Ljubim te pesmama (sv: Jag kysser dig med sånger), som var skriven av Radivoje Radivojević och Gale Janković. Låten gavs ut i en fransk (Je t'embrasse par mes chansons) och en engelsk (We Can't Have Our Love Anymore) version.
2004 deltog Extra Nena i Serbien och Montenegros första uttagning till Eurovision Song Contest. Hon framförde bidraget More ljubavi som kom på 12:e plats (av 24 bidrag).

## Diskografi
- 1985 - Luckasta devojčica
- 1988 - Tvoje usne kao vino
- 1992 - Pokreni se
- 1996 - Gorko ćeš plakati
- 1996 - Jasu Srbijo
- 1998 - A sve je drukčije moglo
- 2001 - Ima dana
- 2007 - Samo tvoja